# Wim van den Dungen
Wim van den Dungen (Budel-Dorplein, 11 mei 1944 – 6 februari 2025) was een Nederlands voetballer.
Van den Dungen speelde in zijn jeugd bij RKVV Budel-Schoot, een voorloper van Rood-Wit '67. In 1965 speelde hij voor SV Budel waarna PSV hem in 1966 naar Eindhoven haalde. Van den Dungen was eigenlijk aanvaller, maar verhuisde bij PSV via het middenveld naar de rechtsbackpositie. Hij speelde acht seizoenen voor PSV, maar wist daarin maar één prijs te winnen: de KNVB Beker in 1974. In de 247 wedstrijden waaraan hij deelnam, scoorde hij 17 keer. In de Europa Cup speelde Van den Dungen 17 wedstrijden waarin hij twee keer scoorde. Een van die goals scoorde hij in 1971 in de halve finale van de EuropaCup 2 in het Bernabéu-stadion; hij maakte de 1-1 tegen Real Madrid waarmee PSV verzekerd leek van een finaleplaats. Kort voor tijd maakte Real echter aan die droom een einde. Van den Dungen bleef zijn gehele carrière semiprof en verhuisde in 1974 naar het Belgische KFC Diest en in 1980 nog een jaartje bij Hamontlo VV.
Van den Dungen was in zijn PSV-periode professioneel voetballer, maar had ook inkomsten als onderhoudsbankwerker bij Koninklijke Philips. In 1971 zag hij echter voetbal als bijverdienste. Met beide salarissen hoopte hij na zijn actieve loopbaan een sportwinkel te beginnen in Budel. Trainer Kurt Linder vond hem de beste rechtsback van Nederland, maar Van den Dungen had er vrede mee dat het Nederlands Elftal koos voor Wim Suurbier.  In de jaren voetbalde hij nog bij DESM uit Weert.
Van den Dungen overleed in 2025 op 80-jarige leeftijd.